# Nicky Romero
Nick "Nicky Romero" Rotteveel (Amerongen, Província d'Utrecht, 6 de gener de 1989) és un DJ, Productor musical i exbaterista neerlandès de música electrònica, fundador del segell discogràfic Protocol Recordings. Va créixer a Amerongen, una petita ciutat d'Utrecht, als Països Baixos. Va viure al Canadà, concretament a Kingston per pocs anys. És molt conegut per temes com «Toulouse», «Like Home» i «I Could Be the One (amb Avicii)». Actualment, s'ubica a la posició 43 del Top100 DJ's de DJmag. La seva millor posició a l'enquesta va ser l'any 2013 amb la posició número 7.

## Biografia
Comença la seva vida musical des de molt jove, a l'edat de 6 anys, quan va rebre el seu primer tambor, que va portar al petit Nick a tocar-lo en una cercavila. Després de fer-ho per uns anys, se li va demanar que toqués en un grup que tenia actes al carrer i grans esdeveniments. Va ser divertit, segons ell, però no era suficient pel petit Nick. A l'edat de 12 anys va tenir la seva primera bateria, i va començar a practicar asiduament. Després de tocar durant 3 anys tots els dies, això no va ser suficient i va canviar la bateria pels plats.
L'escola mai va atraure la seva atenció, així que després de graduar-se va començar a produir música. Després d'hores i hores de pràctica va aconseguir el seu primer segell anomenat "Once Records", pel que llençaria les pistes "Privilege" i "QWERTY". Després del tracte, la següent pista seria anomenada "Funktion One". Des d'aquest moment tot va succeir molt ràpidament. El famós DJ i productor neerlandès Madskillz es va interessar per "Funktion One" i van llençar "Funktion at Azucar" (de Madskillz i Gregor Salto). Després també van afegir "Hear My Sound" al segell.
L'any 2009 va fer una remescla de "Get on the Floor" per a Sidney Samson i Tony Cha Cha i una versió de "When Love Takes Over" per a David Guetta, les dues pistes van tenir gran publicitat en tot el món. Temps després, Ministry Of Sound d'Australia el va contactar per fer algunes remescles per un segell. Després de l'edició del remake del tema de Groove Armada, "My Friend", a principis de l'any 2010, va aconseguir ser reconegut dins de l'escena electrònica. Va aconseguir ubicar-se a la posició número 4 de la llista general de Beatport Top 100 i directament als primers llocs del portal neerlandès Dance-Tunes.

## Producció
Després de l'edició de la nova versió del tema "Groove Armada", "My Friend", a principis de l'any 2010, aconsegueix ser reconegut dins de l'escena electrònica. Va ser llançat mitjançant el segell Spinnin' Records i va aconseguir posicionar´se al número 4 de Beatport. L'any 2012 va fundar el seuu propi segell discogràfic, Protocol Recordings, amb seu a Amsterdam. En aquest mateix any, va treballar amb David Guetta en llançaments com "Metropolis" (de David Guetta) i la seva coproducció de la cançó "Right Now" (de Rihanna) inclosa dins l'àlbum "Unapologetic". L'any 2013 va aconseguir el número 1 de la llista de senzills del Regne Unit, gràcies a la producció juntament amb Avicii amb "I Could Be The One" i va col·laborar amb Krewella a la cançó "Legacy". Aquest mateix any va participar com a escriptor i productor de la cançó "It Should Be Easy" de Britney Spears. L'any 2014 va treure un nou senzill anomenat "Feet On The Ground", amb la cantant neerlandesa de rock Anouck Teeuwe. Aquest mateix any va col·laborar en la producció de l'àlbum "Listen" de David Guetta.

## Carrera com a DJ i Productor

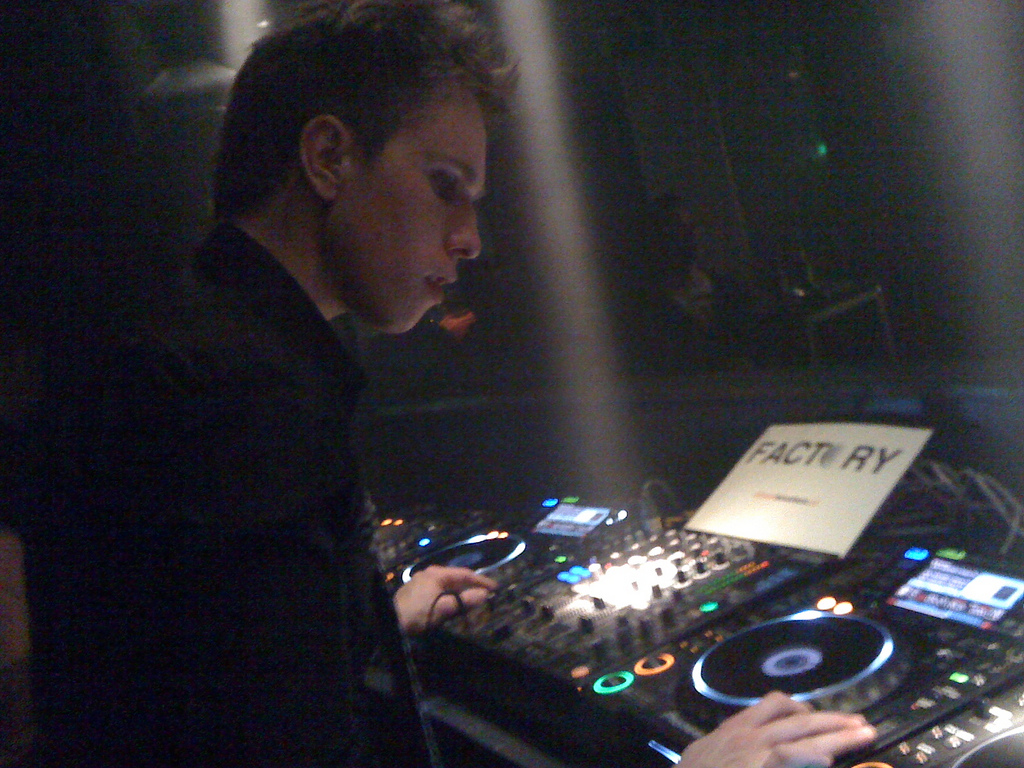
Nicky Romero en una presentació

La seva producció que el va portar a un senzill conegut com a "Toulouse" amb el segell Spinnin' Records, es va convertir en una cançó viral. Actualment dirigeix i fa una estació de ràdio "Protocol Radio", que es considera una de les millors estacions de ràdio d'Europa, també un segell discogràfic patrocinat pel DJ. Les seves presentacions com a DJ han estat molt conegudes en festivals com Ultra Music Festival, Tomorrowland, EDC Las Vegas, etc.

## Filmografia
| Any  | Títol               | Paper      |
| ---- | ------------------- | ---------- |
| 2015 | We Are Your Friends | Ell mateix |

## Ranking DJmag
|         | 2012 | 2013 | 2014 | 2015 | 2016 | 2017 | 2018 | 2019 |
| ------- | ---- | ---- | ---- | ---- | ---- | ---- | ---- | ---- |
| POSICIÓ | 17   | 7    | 8    | 18   | 29   | 50   | 43   | 37   |

## Discografia

### Senzills i EP
| NOM                                 | ARTISTES                                                | ANY  |
| ----------------------------------- | ------------------------------------------------------- | ---- |
| Funktion One                        | Nicky Romero                                            | 2008 |
| Q.W.E.R.T.Y.                        | Nicky Romero                                            | 2008 |
| Glove                               | Nicky Romero                                            | 2008 |
| Ducktale                            | Nicky Romero                                            | 2009 |
| It's Me Bitches                     | Nicky Romero                                            | 2009 |
| Konichiwa Bitches!                  | Nicky Romero, Kenneth G                                 | 2009 |
| Can U Feel                          | Nicky Romero, Nilson                                    | 2009 |
| Woods of Idaho                      | Nicky Romero                                            | 2009 |
| My Friend                           | Nicky Romero                                            | 2010 |
| Assigned / Pixelized                | Nicky Romero                                            | 2010 |
| When Love Calls                     | Nicky Romero, Basto!                                    | 2010 |
| Switched                            | Nicky Romero                                            | 2010 |
| Grow                                | Nicky Romero                                            | 2010 |
| Solar                               | Nicky Romero                                            | 2011 |
| Play 'N Stop                        | Nicky Romero                                            | 2011 |
| Sliced                              | Nicky Romero, Bingo Players                             | 2011 |
| Keyword                             | Nicky Romero                                            | 2011 |
| Schizophrenic                       | Nicky Romero, Mitch Grown                               | 2011 |
| Bootcamp                            | Nicky Romero, Apster                                    | 2011 |
| Camorra                             | Nicky Romero                                            | 2011 |
| Beta                                | Hardwell, Nicky Romero                                  | 2011 |
| Toulouse                            | Nicky Romero                                            | 2011 |
| Stacking                            | Nicky Romero, Fedde le Grand, MC Gee                    | 2012 |
| Freaky                              | Nicky Romero, Fedde le Grand                            | 2012 |
| Generation 303                      | Nicky Romero                                            | 2012 |
| Wild One Two                        | David Guetta, Jack Back, Sia, Nicky Romero              | 2012 |
| Se7en                               | Nicky Romero                                            | 2012 |
| Metropolis                          | David Guetta, Nicky Romero                              | 2012 |
| WTF!?                               | Nicky Romero, ZROQ                                      | 2012 |
| Human                               | Zedd, Nicky Romero                                      | 2012 |
| Sparks (Turn Off Your Mind)         | Fedde le Grand, Nicky Romero, Matthew Koma              | 2012 |
| Iron                                | Calvin Harris, Nicky Romero                             | 2012 |
| Like Home                           | Nicky Romero, NERVO                                     | 2012 |
| I Could Be The One                  | Avicii, Nicky Romero                                    | 2012 |
| S.O.T.U. (Sound Of The Underground) | Nicky Romero, Sunnery James & Ryan Marciano, Fast Eddie | 2013 |
| Legacy                              | Nicky Romero, Krewella                                  | 2013 |
| Symphonica                          | Nicky Romero                                            | 2013 |
| Still the Same Man                  | Nicky Romero, John Christian, Nilson                    | 2013 |
| Feet On The Ground                  | Nicky Romero, Anouk                                     | 2014 |
| Let Me Feel                         | Nicky Romero, Vicetone, When We Are Wild                | 2014 |
| Warriors                            | Nicky Romero, Volt & State                              | 2015 |
| Lighthouse                          | Nicky Romero, Danny Shah                                | 2015 |
| Harmony                             | Nicky Romero, Stadiumx                                  | 2015 |
| Future Funk                         | Nicky Romero, Nile Rodgers                              | 2016 |
| Novell                              | Nicky Romero                                            | 2016 |
| The Moment (Novell)                 | Nicky Romero                                            | 2016 |
| Ready 2 Rumble                      | Nicky Romero                                            | 2016 |
| Take Me                             | Nicky Romero, Colton Avery                              | 2016 |
| Crossroads                          | Nicky Romero, Navarra                                   | 2016 |
| Only For Your Love                  | Nicky Romero, Florian Picasso                           | 2017 |
| Champion Sound                      | Nicky Romero, Teamworx                                  | 2017 |
| Iconic                              | Nicky Romero, John Christian                            | 2017 |
| Sober                               | Nicky Romero, Cheat Codes                               | 2017 |
| Where Would We Be                   | Nicky Romero, Rozes                                     | 2018 |
| PRTCL                               | Nicky Romero, Spyder                                    | 2018 |
| Duality                             | Nicky Romero                                            | 2018 |
| Here We Go (Hey Boy, Hey Girl)      | Dimitri Vegas & Like Mike, Nicky Romero                 | 2018 |
| Me On You                           | Nicky Romero, Taio Cruz                                 | 2018 |
| Rise                                | Nicky Romero, Stadiumx, Matluck                         | 2018 |
| Be Somebody                         | Steve Aoki, Nicky Romero, Kiiara                        | 2018 |
| Paradise                            | Nicky Romero, Deniz Koyu, Walk Off The Earth            | 2018 |
| Bittersweet                         | Nicky Romero, Trilane & Kokaholla, Quarterback          | 2018 |
| My Way                              | Nicky Romero, Alice Berg                                | 2018 |
| Deep Dark Jungle                    | Nicky Romero, Teamworx                                  | 2019 |
| Ring The Alarm                      | David Guetta, Nicky Romero                              | 2019 |
| Distance                            | Nicky Romero, Olivia Holt                               | 2019 |
| Sometimes                           | DallasK, Nicky Romero, XYLØ                             | 2019 |
| Ups & Downs                         | W&W, Nicky Romero                                       | 2019 |
| Midnight Sun                        | Nicky Romero, Florian Picasso                           | 2019 |
| Love You Forever                    | Nicky Romero, Stadiumx, Sam Martin                      | 2019 |
| Everybody Clap                      | Dimitri Vegas & Like Mike, Nicky Romero                 | 2019 |
| Dynamite                            | Nicky Romero, Mike Williams, Amba Shepherd              | 2019 |
| I See                               | Nicky Romero                                            | 2020 |
| Stay                                | Nicky Romero                                            | 2020 |
| Falling                             | Nicky Romero, Timmy Trumpet                             | 2020 |
| Time                                | Nicky Romero                                            | 2020 |
| Replica                             | Nicky Romero                                            | 2020 |
| Destiny                             | Nicky Romero, Deniz Koyu, Alexander Tidebrink           | 2020 |
| Burning                             | Nicky Romero, Jordan Grace                              | 2020 |
| I Need You To Know                  | Armin Van Buuren, Nicky Romero, Ifimay                  | 2020 |
| Toulouse (2020 Edit)                | Nicky Romero                                            | 2020 |
| Time To Save                        | Nicky Romero, Monocule, Tim van Werd, Mosimann          | 2020 |
| Close To Me                         | Nicky Romero, Monocule                                  | 2020 |
| Waiting For You                     | Nicky Romero, Monocule                                  | 2020 |
| Only For You                        | Nicky Romero, Sick Individuals, XIRA                    | 2020 |

### Remescles
| NOM                                                   | ARTISTES                                           | ANY  |
| ----------------------------------------------------- | -------------------------------------------------- | ---- |
| Chronology (Nicky Romero Mix)                         | Prunk Le Phunk                                     | 2008 |
| Be Without You (Nicky Romero Mix)                     | Michael Mendoza, I Fan                             | 2009 |
| Twisted (Nicky Romero Remix)                          | Dj Rose                                            | 2009 |
| Skandelous (Nicky Romero Remix)                       | Firebeatz, Apster                                  | 2009 |
| Klezmer (Nicky Romero Remix)                          | Pizetta, Reagadelica                               | 2009 |
| Play The Beat (Nicky Romero Beachbreak Remix)         | Dj Jean                                            | 2009 |
| Get On The Floor (Nicky Romero Remix)                 | Sidney Samson, Tony Cha Cha                        | 2009 |
| Freakybeatza (Nicky Romero & Praia del Sol Remix)     | Steff Da Campo, Ecoustic, Lady Rio                 | 2009 |
| Maximize (Nicky Romero Remix)                         | Mell Tierra, Sebastian D, Stanford                 | 2009 |
| When Love Takes Over (Nicky Romero Bootleg)           | David Guetta                                       | 2009 |
| Keep On Shining (Nicky Romero Remix)                  | Ian Carey                                          | 2010 |
| Get Down Girl (Nicky Romero Remix)                    | Hardwell, Funkadelic                               | 2010 |
| Like That (Nicky Romero Bigroom Remix)                | Dj Jose                                            | 2010 |
| Straight To The Sky (Nicky Romero Remix)              | Sandy Vee, Robin S.                                | 2010 |
| Superstring (Nicky Romero Remix)                      | Sol Noir                                           | 2010 |
| Confusion (Nicky Romero Remix)                        | Sivana                                             | 2010 |
| Where You Wanna Go (Nicky Romero Remix)               | Mischa Daniëls, J-Son                              | 2010 |
| Mary Go Wild (Nicky Romero Remix)                     | Grooveyard                                         | 2010 |
| People Are People (Nicky Romero Remix)                | Housequake                                         | 2010 |
| Rockin' High (Nicky Romero Remix)                     | Fedde Le Grand, Mitch Crown                        | 2010 |
| Dangerous (Nicky Romero Festival Mix)                 | DJ Jesus Luz, Alexandra Prince                     | 2010 |
| All The Lovers (Nicky Romero Remix)                   | Kyle Minogue                                       | 2010 |
| Chromatic (Nicky Romero & Nilson Remix)               | Ned Shepard                                        | 2010 |
| Flash (Nicky Romero Remix)                            | Green Velvet                                       | 2010 |
| Dynamite (Nicky Romero Bootleg)                       | Usher                                              | 2011 |
| More (Nicky Romero Bootleg)                           | Usher                                              | 2011 |
| Where is the Love (Nicky Romero Remix)                | Abel Ramos, Rozalla                                | 2011 |
| Flashing Lights (Nicky Romero Remix)                  | Jerome Isma-Ae, Daniel Portman, Max'C              | 2011 |
| Hard to Handle (Nicky Romero Remix)                   | Tranja la Croix                                    | 2011 |
| Turn Around (5,4,3,2,1) (Nicky Romero Remix)          | Flo Rida                                           | 2011 |
| Out Of The Dark (Nicky Romero Remix)                  | Housequake, Mishelle David                         | 2011 |
| Where Them Girls At (Nicky Romero Remix)              | David Guetta, Flo Rida, Nicki Minaj                | 2011 |
| Dirty Dancer (Nicky Romero Remix)                     | Enrique Iglesias, Lil Wayne, Usher                 | 2011 |
| Dynamite (Nicky Romero Remix)                         | Sidney Samson, Tara McDonald                       | 2011 |
| Molly's E (Nicky Romero Remix)                        | Junkie XL                                          | 2011 |
| Without You (Nicky Romero Remix)                      | David Guetta, Usher                                | 2011 |
| Stronger (Nicky Romero Remix)                         | Erick Morillo, Eddie Thoneick, Shawnee Taylor      | 2011 |
| Titanium (Nicky Romero Remix)                         | David Guetta, Sia                                  | 2011 |
| Haters Gonna Hate (Nicky Romero 'Out Of Space' Remix) | Tonite Only                                        | 2011 |
| What Doesn't Kill You (Stronger) (Nicky Romero Remix) | Kelly Clarkson                                     | 2012 |
| Give Me All Your Luvin' (Nicky Romero Remix)          | Madonna, Nicki Minaj, M.I.A.                       | 2012 |
| I Don't Like You (Nicky Romero Remix)                 | Eva Simons                                         | 2012 |
| Point Blank (Nicky Romero Revisit)                    | Anakyn                                             | 2012 |
| Rest of My Life (Nicky Romero Remix)                  | Ludacris, David Guetta, Usher                      | 2013 |
| I Need Your Love (Nicky Romero Remix)                 | Calvin Harris, Ellie Goulding                      | 2013 |
| Stay The Night (Nicky Romero Remix)                   | Zedd, Hayley Williams                              | 2013 |
| Rip It Up (Nicky Romero Edit)                         | R3hab, Lucky Date                                  | 2013 |
| Superstring (Nicky Romero 2014 Rework)                | Cygnus x                                           | 2014 |
| Next Level (Nicky Romero Edit)                        | John Christian                                     | 2014 |
| 18 (Nicky Romero Remix)                               | One Direction                                      | 2015 |
| Heartbeat (Nicky Romero Edit)                         | Magnificence, Elec Maire                           | 2015 |
| Miss Out (Nicky Romero Edit)                          | Trilane & Yaro, Max Landry                         | 2017 |
| Howl At The Moon (Nicky Romero Remix)                 | Stadiumx, Taylr Renee                              | 2017 |
| Heavy (Nicky Romero Remix)                            | Linkin Park, Kiiara                                | 2017 |
| Love (Nicky Romero Remix)                             | SWACQ                                              | 2017 |
| Young (Nicky Romero Remix)                            | The Chainsmokers                                   | 2017 |
| So Far Away (Nicky Romero Remix)                      | Martin Garrix, David Guetta, Jamie Scott, Romy Dya | 2017 |
| One More Day (Nicky Romero Remix)                     | Afrojack, Jewelz & Skparks                         | 2018 |
| Me On You (Nicky Romero Edit)                         | Nicky Romero, Taio Cruz                            | 2018 |
| Lie To Me (Nicky Romero Remix)                        | Steve Aoki, Ina Worldsen                           | 2018 |
| Lie To Me (Nicky Romero Festival Remix)               | Steve Aoki, Ina Worldsen                           | 2018 |
| Dreamer (Nicky Romero Remix)                          | Martin Garrix, Mike Yung                           | 2018 |
| Thursday (Nicky Romero Remix)                         | Jess Glynne                                        | 2018 |
| Better When You Are Gone (Nicky Romero Remix)         | David Guetta, Brooks, Loote                        | 2019 |
| Carry On (Nicky Romero Remix)                         | Kygo, Rita Ora                                     | 2019 |
| Stay (Don't Go Away) [Nicky Romero Remix]             | David Guetta, Raye                                 | 2019 |
| Never Forget (Nicky Romero Edit)                      | Trilane                                            | 2019 |
| Unlove You (Nicky Romero Remix)                       | Armin Van Buuren, Ne-Yo                            | 2019 |
| Drown (Nicky Romero Remix)                            | Martin Garrix, Clinton Kane                        | 2020 |
| In Your Eyes (Nicky Romero Remix)                     | Robin Schulz, Alida                                | 2020 |
| Techno (Nicky Romero Remix)                           | Teamworx, Mr. Sid, Geroge Z                        | 2020 |

### Com a productor discogràfic
| ANY  | CANÇÓ               | ARTISTES       | ÀLBUM                    |
| ---- | ------------------- | -------------- | ------------------------ |
| 2012 | «Metropolis»        | David Guetta   | Nothing But the Beat 2.0 |
| 2012 | «Iron»              | Calvin Harris  | 18 Months                |
| 2012 | «Right Now»         | Rihanna        | Unapologetic             |
| 2013 | «It Should Be Easy» | Britney Spears | Britney Jean             |
| 2014 | «No Money No Love»  | David Guetta   | Listen                   |
| 2014 | «Bang My Head»      | David Guetta   | Listen                   |
| 2015 | «Let It Go»         | Nervo          | Collateral               |
| 2015 | «Bulletproof»       | Nervo          | Collateral               |

## Futurs llançaments
| ANY  | DISPONIBLE | CANÇÓ         | ARTISTES                                     | SEGELL DISCOGRÀFIC  |
| ---- | ---------- | ------------- | -------------------------------------------- | ------------------- |
| 2019 | n/a        | ID            | Nicky Romero, Corey James                    | Protocol Recordings |
| 2019 | n/a        | ID            | Nicky Romero, Matisse & Sadko                | Protocol Recordings |
| 2019 | n/a        | ID            | Nicky Romero, Timmy Trumpet                  | Protocol Recordings |
| 2019 | n/a        | ID            | Nicky Romero, Showtek                        | Protocol Recordings |
| 2019 | n/a        | Roots         | Nicky Romero, John Christian                 | Protocol Recordings |
| 2019 | n/a        | All We Need   | Nicky Romero, Daddy's Groove                 | Protocol Recordings |
| 2019 | n/a        | You & I       | Nicky Romero                                 | Protocol Recordings |
| 2019 | n/a        | BWYG          | Nicky Romero                                 | Protocol Recordings |
| 2019 | n/a        | Different     | Nicky Romero                                 | Protocol Recordings |
| -    | n/a        | Circle Of One | Nicky Romero                                 | Protocol Recordings |
| -    | n/a        | ID            | Nicky Romero, Sunnery James & Ryan Marciano  | Protocol Recordings |
| -    | n/a        | Acid Rain     | David Guetta, Nicky Romero feat. Niles Mason | Protocol Recordings |
| -    | n/a        | Oval          | David Guetta, Nicky Romero                   | Protocol Recordings |
| -    | n/a        | Body High     | David Guetta, Nicky Romero                   | Protocol Recordings |